# Агошков, Михаил Иванович
Михаи́л Ива́нович Аго́шков (1905—1993) — советский учёный в области горного дела, академик АН СССР и РАН. Автор классификации систем разработки рудных месторождений. Герой Социалистического Труда. Лауреат Сталинской премии, Государственной премии СССР и Государственной премии Российской Федерации в области науки и техники.

## Биография
Родился 30 октября (12 ноября) 1905 года в городе Петровский Завод (ныне — Петровск-Забайкальский, Забайкальский край).

### Образование
В 1923 году окончил Читинский горный техникум.
В 1931 году окончил горный факультет Дальневосточного политехнического института (Владивосток).

### Научная и производственная работа
В 1931—1933 годах работал ассистентом и доцентом Дальневосточного политехнического института.
В 1933—1941 годах был доцентом, заведующим кафедрой, деканом горного факультета и заместителем директора Северо-Кавказского горно-металлургического института во Владикавказе. В 1937 году стал кандидатом технических наук. Тема диссертации «Метод определения высоты этажа при разработке рудных месторождений» стала одним из основных научных направлений его деятельности.
В 1941—1967 годах работал в ИГДАН (в 1952—1958 — заместитель директора) в Москве. Доктор технических наук (1946), тема диссертации «Определение производительности рудника».
1947—1955 годах в должности профессора читает лекции в МИЦМиЗ имени М. И. Калинина.
С 1966 года — Заведующий кафедрой МГРИ имени С. Орджоникидзе.
С 1967 года — Заведующий отделом проблем теории разработки месторождений в ИФЗАН
В 1971—1993 годах работал в ИПКОН (с 1981 — заведующий отделом, с 1988 — советник дирекции).
Умер 14 октября 1993 года. Похоронен в Москве на Кунцевском кладбище.

## Членство в организациях
- С 1943 года — член ВКП(б)
- С 1953 года — член-корреспондент АН СССР.
- 29 декабря 1981 года был избран академиком АН СССР. В АН СССР занимал ряд важных постов[3]:
  - 18 октября 1962 — 4 июля 1963 года — Главный учёный секретарь Президиума АН СССР.
  - заместитель академика-секретаря и руководитель горной группы бюро Отделения геологии, геофизики, геохимии и горных наук.
  - Председатель Научного совета по проблемам Курской магнитной аномалии АН СССР.

## Награды и премии
- Герой Социалистического Труда (25.1.1991) — за большой вклад в развитие горной науки и промышленности, подготовку научных кадров, плодотворную педагогическую и общественную деятельность[4]
- два ордена Ленина (11.11.1985: 25.1.1991)
- орден Октябрьской революции (11.11.1975)
- два ордена Трудового Красного Знамени (29.10.1949; 11.1.1965)
- орден «Знак Почёта»
- медали
- Сталинская премия второй степени (6.10.1951) — за развитие и освоение сырьевой базы урана в Средней Азии.
- Государственная премия СССР (1983) — за создание научных основ рационального извлечения запасов твёрдых полезных ископаемых и внедрение результатов в горную промышленность
- Государственная премия России в области науки и техники (1998 — посмертно).

## Память
На здании ИПКОН, в котором он работал, установлена мемориальная доска с текстом «В этом здании с 1971 года по 1993 год работал выдающийся учёный в области горных наук, Герой Социалистического труда академик Михаил Иванович Агошков».
В честь Михаила Ивановича Агошкова названы:
- Забайкальский горный колледж имени М. И. Агошкова.
- Научные чтения имени М. И. Агошкова[5].
- Улица в г. Губкине Белгородской области.